# اداره سیگنال‌های استرالیا
اداره سیگنال‌های استرالیا (با نام پیشین اداره سیگنال‌های دفاعی) یک سازمان اطلاعاتی گردآوری اطلاعات خارجی برای دولت استرالیا است. وظیفه این اداره، شنود الکترونیک و امنیت اطلاعات است. اداره سیگنال‌های استرالیا بخشی از جامعه اطلاعاتی استرالیا است. نقش اداره سیگنال‌های استرالیا در توافق یوکی‌یواس‌ای (فایو آیز) شنود الکترونیک در منطقه آسیای جنوبی و آسیای شرقی است. این اداره همچنین میزبان مرکز امنیت سایبری استرالیا است.

## پیشینه
این واحد در سال ۱۹۴۷ با فرمان اجرایی با نام "دفتر سیگنال‌های دفاعی" در درون وزارت دفاع استرالیا پایه‌گذاری شد و با نام‌های گوناگونی به فعالیت خود ادامه داد تا اینکه در سال ۲۰۱۳ به آن "اداره سیگنال‌های استرالیا" گفته شد. بر پایه لایحه سرویس‌های اطلاعاتی (۲۰۰۱)، اداره سیگنال‌های استرالیا وضعیت قانونی به خود گرفت. دفتر مرکزی این اداره در دفتر وزارت دفاع در راسل آفیسز کانبرا است. در ۱ ژوئیه ۲۰۱۸ این اداره مستقل شد.

## حدود اختیارات
در آوریل ۲۰۱۸ پیشنهاد شد که به اداره سیگنال‌های استرالیا اختیار گردآوری اطلاعات از مردم استرالیا داده شود. وزیر کشور استرالیا (پیتر داتن) از این پیشنهاد حمایت کرد. اما بسیاری از اعضای هیئت دولت وقت، با آن مخالفت کرده و گفتند لازم نیست. زیرا بر پایه مصوبه‌های پیشین، هم‌اکنون سازمان اطلاعات امنیت استرالیا و پلیس فدرال استرالیا اجازه همکاری با اداره سیگنال‌های استرالیا را برای بررسی و بازجویی کسب و کارها و شهروندان استرالیا دارند.

## نگاه کلی
وظیفه اصلی اداره سیگنال‌های استرالیا گردآوری و توزیع شنودهای الکترونیک خارجی، تأمین ملزومات امنیت اطلاعات، و ارائه خدمات به دولت استرالیا و نیروی دفاع استرالیا و شرکای خارجی و نظامیان است.
اداره سیگنال‌های استرالیا دست کم سه پایگاه اطلاعاتی را اداره می‌کند:
- پایگاه مخابرات ماهواره‌ای دفاع استرالیا در کجارنا در نزدیکی جرالدتون در استرالیای غربی
- پایگاه دریافت شول بی در قلمرو شمالی (استرالیا) [۶]
- پایگاه کوچکی در جزایر کوکوس [۶]

همچنین اداره سیگنال‌های استرالیا گروهی از کارمندان را در پاین‌گپ در مرکز استرالیا به کار می‌گیرد.
پایگاه مخابرات ماهواره‌ای دفاع استرالیا و پایگاه دریافت شول بی بخشی از برنامه شنود الکترونیک آمریکا و تحلیل شبکه اشلون هستند. این پایگاه‌ها برای سازمان‌های دولتی استرالیا و دیگر شرکای توافق یوکی‌یواس‌ای کار شنود الکترونیک را انجام می‌دهند.
اپراتورهای جنگ الکترونیک در سپاه سلطنتی سیگنال‌های استرالیا همکاری نزدیکی با اداره سیگنال‌های استرالیا دارند. هنگ هفتم سیگنال‌های استرالیا در کابارلا کوئینزلند نیز با اداره سیگنال‌های استرالیا همکاری می‌کند.
به علاه، گزارش شده که سفارت‌های استرالیا در بسیاری از کشورهای جهان، هر یک بخش کوچکی از جریان شنود الکترونیک برای اداره سیگنال‌های استرالیا را فراهم می‌کنند.

## توافق یوکی‌یواس‌ای (فایو آیز)
استرالیا در سال ۱۹۴۸ به توافق یوکی‌یواس‌ای (یوکوسا) پیوست  که یک توافق چند جانبه برای همکاری در شنود الکترونیک بین استرالیا، نیوزیلند، کانادا، بریتانیا، و آمریکا است. این اتحاد به "فایو آیز" نیز شناخته می‌شود. دیگر کشورهای همکار مانند آلمان، فیلیپین، و کشورهای نوردیک به عنوان "شخص ثالث" شناخته می‌شوند.  چون این توافق، یک پیمان محرمانه بود، تا سال ۱۹۷۳ نخست‌وزیر استرالیا از وجود آن اطلاع نداشت. در این سال، گاف ویتلم با پافشاری، متن این توافق را خواند. گاف ویتلم پس از خواندن متن توافق، دریافت که پایگاه اطلاعاتی محرمانه پاین‌گپ در نزدیکی آلیس اسپرینگز توسط آژانس اطلاعات مرکزی آمریکا (سیا) اداره می‌شود. هم‌اکنون پاین‌گپ به صورت مشترک توسط آمریکا و استرالیا اداره می‌شود. آگاهی دولت استرالیا بر وجود این توافق با یورش مورفی در ۱۹۷۳ به مراکز سازمان اطلاعات امنیت استرالیا بدست آمد.
اطلاع‌رسانی همگانی بر وجود این توافق تا سال ۲۰۰۵ انجام نشد. در ۲۵ ژوئن ۲۰۱۰ برای نخستین‌بار متن کامل توافق توسط آمریکا و بریتانیا منتشر شد. هم‌اکنون این توافق در اینترنت در دسترس است. بر اساس این توافق، اداره سیگنال‌های استرالیا شنودهای الکترونیک خود را با سازمان‌های اطلاعاتی زیر همرسانی کرده و با آن‌ها همکاری می‌کند:
- ستاد ارتباطات دولت بریتانیا
- تشکیلات امنیت ارتباطات کانادا
- دفتر امنیت ارتباطات حکومت نیوزیلند[۲۳]
- آژانس امنیت ملی ایالات متحده آمریکا

## نام‌گذاری
اداره سیگنال‌های استرالیا از زمان پیدایش، با نام‌های دیگری فعالیت می‌کرده‌است:
- ۱۹۴۷ - پایه‌گذاری با نام "دفتر سیگنال‌های دفاعی" توسط وزارت دفاع استرالیا
- ۱۹۴۹ - تغییر نام به "شاخه سیگنال‌های دفاعی"
- ۱۹۶۴ - تغییر نام به "واحد سیگنال‌های دفاعی"
- ۱۹۷۸ - تغییر نام به "اداره سیگنال‌های دفاعی" (به پیشنهاد کمیسیون سلطنتی امنیت و اطلاعات)
- ۲۰۱۳ - تغییر نام به "اداره سیگنال‌های استرالیا"[۲۴]

## ساختار سازمانی
اداره سیگنال‌های استرالیا توسط یک مدیر کل و یک معاون مدیر کل اداره می‌شود که بر راهبرد آن سازمان، نظارت می‌کنند. اداره سیگنال‌های استرالیا همچنین مرکز امنیت سایبری استرالیا، گروه عملیات شبکه و شنود الکترونیک، و گروه توانایی و همکاری را در بر می‌گیرد.

### گروه عملیات شبکه و شنود الکترونیک
گروه عملیات شبکه و شنود الکترونیک، مسئول گردآوری سیگنال‌ها برای شنود الکترونیک، تحلیل، و تولید است. همچنین عملیات تاثیر و دسترسی مبتنی بر شبکه اداره سیگنال‌های استرالیا نیز بر عهده این گروه است. گروه عملیات شبکه و شنود الکترونیک دارای یک بخش اطلاعاتی، و یک بخش دسترسی و عملیات شبکه است که مسئول شنود الکترونیک سیگنال‌های خارجی و حمله‌های سایبری هستند.

### فرماندهی سایبری و شنود الکترونیک دفاعی
بخش فرماندهی سایبری و شنود الکترونیک دفاعی در ژانویه ۲۰۱۸ با دستور رئیس نیروهای دفاعی استرالیا با آرمان همکار دادن همه کارکنان وزارت دفاع استرالیا با اداره سیگنال‌های استرالیا از طریق واحد مشترک سایبری و واحد مشترک شنود الکترونیک پایه‌گذاری شد. فرمانده بخش فرماندهی سایبری و شنود الکترونیک دفاعی، مسئول ریاست جنگ اطلاعاتی است که زیر نظر بخش توانایی‌های مشترک در ریاست نیروهای دفاعی است.